# Anadad Eldan
Anadad Eldan (hebreiska: אנדד אלדן), född Avraham Bleiberg 6 juni 1924 i Polen, är en israelisk poet.
Anadad Eldan immigrerade med sin familj till Brittiska Palestinamandatet från Polen 1930. Han växte upp i kibbutzen Heftziba. Han anslöt sig till milisen Palmach och slogs i 1948 års arabisk-israeliska krig. Han utbildade sig på Hebreiska universitetet i Jerusalem i hebreisk, biblisk och engelsk litteratur. 
Han arbetade under många år som lärare i språk och litteratur samt religion på gymnasie- och vuxenskolor. 
Hans första publicerade dikt fanns i tidningen Al HaMishmar 1952. Hans debutverk, "Darkness Flows and Fruit", med dikter som under tidigt 1950-talet publicerats i israeliska tidningar, gavs ut 1959. Hans dikter har översatts till ett stort antal språk. Han har gett ut 15 poesiverk.
Anadad Eldan flyttade 1960 från Heftziba till den 1947 grundade kibbutzen Be’eri i Negev, nära gränsen till Gazaremsan. 
Många dikter i hans senaste bok från 2016, "Klockan sex i gryningen - poem för Liraz", förutspår Massakern i Be'eri den 7 oktober 2023. Anahad Eldan och hans fru Shari överlevde denna massaker. 

## Privatliv
Anadad Eldan är gift med den elva år yngre Shari Eldan. Paret fick tre barn, bland andra dottern och konstnären Ashkar Eldan Cohen (född 1959) och sonen affärsmannen Gunner Eldan. Dottern Liraz dog 2016. Boken "Klockan sex i gryningen - poem för Liraz" dedikerades till henne.